# Arteritis de cèl·lules gegants
L'arteritis de cèl·lules gegants, també anomenada arteritis de la temporal o malaltia de Horton és una vasculitis sistèmica primària de naturalesa autoimmunitària que afecta a vasos sanguinis mitjans i grans i, característicament, a l'artèria temporal. Causa una inflamació granulomatosa en les tres capes de la paret arterial que oclueix la llum vascular. Té una patogènesi complexa i multifactorial, en alguns aspectes semblant a la de l'arteritis de Takayasu. A diferència d'altres panarteritis d'etiopatogènia semblant, en aquest trastorn vascular és rara la presència de necrosi fibrinoide en la paret arterial. La malaltia de Horton està associada sovint amb l'haplotip HLA-DR4 de l'antigen leucocitari humà. Sol afectar pacients d'edat avançada, en especial dones. Porta el seu nom en honor del metge estatunidenc Bayard Taylor Horton (1895-1980), qui va descriure les característiques clíniques d'un parell de casos l'any 1932. Escandinàvia té la taxa d'incidència d'arteritis de la temporal més alta del món (21,57 casos/100.000 habitants majors de cinquanta anys).

## Clínica
- Cefalea (65 per cent dels casos): és el símptoma més habitual.[12]
- Mal de coll.[13]
- Afectació ocular: és la manifestació més greu, ja que pot causar ceguesa.[14] En alguns casos, diplopia,[15] neuropatia òptica isquèmica,[16] uveïtis posterior,[17] escleritis bilateral posterior,[18] paràlisi del nervi motor ocular extern,[19] paràlisi del nervi motor ocular comú[20] o amaurosi fugaç.[21]
- Dolor facial, rigidesa i claudicació de l'articulació temporomandibular.[22]
- Engruiximent de l'artèria afectada, amb presència de nòduls subcutanis. Canvis isquèmics a cuir cabellut[23] i llengua.[24]
- Dolor a la palpació de la zona del cap corresponent al trajecte de l'artèria.[25]
- Febre.[26]
- S'associa a polimiàlgia reumàtica[27] en un 50 per cent dels casos[28] i rares vegades a mieloma múltiple.[29]
- Ocasionalment, afectació intracranial greu per múltiples disseccions de les artèries cervicals,[30] insuficiència renal,[31] dissecció aòrtica,[32] infart miocardíac,[33] accident vascular cerebral isquèmic,[34] hemorràgia intracranial i subaracnoidal,[35] hemorràgia intraalveolar,[36] infart coroidal,[37] isquèmia d'extremitats inferiors,[38] isquèmia mesentèrica sense manifestacions cranials,[39] hiperostosi frontal interna,[40] elevació hemidiafragmàtica amb dispnea,[41] síndrome del túnel carpià,[42] plexopatia braquial (paràlisi bilateral limitada als membres superiors),[43] alteracions de l'estat d'ànim,[44] síndrome aïllada de l'àrea postrema,[45] cel·lulitis orbitària,[46] ictus isquèmic,[47] meningitis asèptica[48] o paquimeningoencefalitis hipertròfica (engruiximent fibrós d'origen inflamatori de la duramàter.[49]
- Sagnat gàstric.[50]
- Sinovitis.
- Isquèmia mesentèrica.[51]
- Inflamació de l'aorta[52] i aneurismes d'aquesta artèria[53] o de les seves branques.[54]
- Rarament, inflamació de les artèries uterines[55] o de les dues artèries temporals alhora en persones joves.[56]
- Simptomatologia inespecífica: pèrdua de pes, astènia, anorèxia, fatiga,[57] calfreds, faringàlgia,[58] odontàlgia,[59] dolor a la flexió del coll,[60] artràlgies, sudoració, tos crònica no productiva.[61]

## Diagnòstic
El diagnòstic de sospita es té amb la clínica, però cal fer el diagnòstic definitiu amb els resultats d'una biòpsia de l'artèria afectada. Quan el resultat de la biòpsia d'una artèria és negatiu cal considerar la possibilitat de practicar la biòpsia de l'artèria contralateral, encara que el pacient hagi rebut abans tractament amb corticoides o biofàrmacs. El diagnòstic diferencial de l'arteritis de cèl·lules gegants inclou l'arteritis de Takayasu, la granulomatosi de Wegener, la calcifilaxi (arteriolopatia urèmica calcificant), la tiroïditis subaguda, la sífilis ocular, l'aspergil·losi angioinvasiva, el limfoma difús de cèl·lules B grans intravascular, la infecció pel virus de la varicel·la zòster, la migranya, la malaltia d'Erdheim-Chester (una variant poc comuna de la histiocitosi de cèl·lules de Langerhans), la síndrome de Bing-Neel (una complicació inusual de la macroglobulinèmia de Waldenström) i la poliarteritis nodosa.

### Proves de laboratori
- Anèmia normocítica.[76]
- Elevació de la velocitat de sedimentació globular (VSG) en un 98 per cent dels casos.[77]
- Elevació de la fosfatasa alcalina (70 per cent dels casos).[78]
- Elevació de la proteïna C reactiva.[79]
- Elevació de la pentraxina-3 (una proteïna de fase aguda relacionada amb el sistema immunitari innat).[80]
- Elevació de la calprotectina i del factor de creixement de l'endoteli vascular en sèrum.[81]

### Biòpsia
- Infiltrat de cèl·lules mononuclears.[82]
- Nòduls pulmonars.[83]
- Granulomes.[84]
- Cèl·lules gegants.[85]
- Hiperplàsia de l'íntima i disrupció de la làmina elàstica,[86] generalment amb canvis de neoangiogènesi.[87]

### Proves d'imatge
L'ecografia té una baixa sensibilitat i una alta especificitat. Mostra un halo hipoecoic al voltant de l'artèria, disminució del flux sanguini o engruiximent de la paret del vas. L'eco-Doppler en color és una tècnica d'imatge mèdica que té sensibilitat i especificitat altes i un valor diagnòstic significatiu a l'hora de fer una avaluació vascular acurada de la malaltia. La tomografia per emissió de positrons amb el radionúclid 18F (fluor-18) com a traçador facilita molt l'examen de les artèries extracranials danyades per aquest tipus d'arteritis i ajuda a determinar el patró de distribució de les afectacions arterials i els efectes del tractament amb corticoides sobre la malaltia. La ressonància magnètica orbitària permet identificar amb molta precisió la naturalesa i el grau de les lesions oculars en individus amb arteritis de la temporal i manifestacions oftàlmiques.

## Tractament
Glucocorticoides a dosis altes, 1mg/kg/dia. A vegades pot ser convenient administrar fàrmacs antireumàtics modificadors de la malaltia com el metotrexat o l'azatioprina per tal de reduir la dosi de corticoides. L'anticòs monoclonal humanitzat tocilizumab és útil per tractar les arteritis temporals que no responen al tractament convencional. Aquest biofàrmac té un efecte protector particular contra les alteracions visuals, tant transitòries com permanents, causades per l'arteritis de cèl·lules gegants.